# Георгиевка (Покровский район)
Гео́ргиевка (укр. Георгіївка) — село на Украине, находится в Покровском районе Донецкой области.
Население по переписи 2001 года составляет 1167 человек. Телефонный код — 6278.

## История
14 июня 2024 года в ходе вторжения России на Украину Георгиевка была оккупирована ВС РФ.

## Адрес местного совета
85622, Донецкая область, Марьинський р-н, с. Максимильяновка, ул. Жовтневая, 102[обновить данные]

## Достопримечательности
- Храм Всех Святых от века Богу угодивших — освящён 22 декабря 2013 года.[2]

## Памятники
К югу от села находится братская могила воинов, погибших при обороне района в 1941 году (всего захоронено 32 человека).